# SN 2007mz
SN 2007mz – supernowa typu Ia odkryta 6 października 2007 roku w galaktyce A220751-0104. W momencie odkrycia miała maksymalną jasność 22,20m.